# Redlichiida
Redlichiida é uma ordem de artrópodes pertencente à classe Trilobita. É uma das quatro ordens mais antigas de trilobitas. Originaram no Cambriano inferior.
Este grupo de trilobites é o primeiro a aparecer no registo fóssil. O primeiro gênero a aparecer julga-se ser o gênero Fallotaspis. Eram fósseis comuns da fauna do Cambriano inferior.

## Morfologia
Têm uma aparência primitiva. Tipicamente têm um céfalon grande e semi-circular e um tórax altamente segmentado que envolve de certa maneira o pigídio. Os membros desta ordem provavelmente não seriam capazes de executar o enrolamento defensivo contra predadores. Os olhos seriam dimensão apreciável e de em forma de crescente. Eram geralmente possuidores de segmentos providos de extensões espinhosas. 

## Sub-ordens
- Olenellina
- Redlichiina